# Evelyn L. Pruitt
Evelyn L. Pruitt (San Francisco, 25 de abril de 1918-Arlington, 19 de enero de 2000) fue una geógrafa estadounidense. Fue editora de The Professional Geographer y es conocida por desarrollar el campo de la teledetección y acuñar el término «detección remota».

## Primeros años y educación
Pruitt nació en San Francisco el 25 de abril de 1918; sus padres fueron Ethel Lord y Conrad Douglas Pruitt. Se interesó por primera vez en la geografía mientras trabajaba como conductora de una excursión con su hermana mayor. Tiene una licenciatura (1940) y una maestría (1943) de la Universidad de California en Los Ángeles. Comenzó a trabajar para el Servicio Geodésico y de la Costa de los Estados Unidos en 1942, y fue la primera mujer en alcanzar el rango de 'profesional' en la organización.

## Carrera
Pruitt pasó a trabajar en la Oficina de Investigación Naval en 1948, donde trabajó por primera vez para establecer la investigación en Punta Barrow, Alaska. Más tarde se convirtió en directora de programas geográficos en la Oficina de Investigación Naval, donde trabajó en la erosión costera, y ayudó a avanzar en el uso de satélites para estudiar el planeta. A través de este trabajo, Pruitt estableció un mecanismo para distribuir fondos para la investigación en el campo. Pruitt comenzó a editar The Professional Geographer en 1957, cargo que ocuparía durante tres años.
Pruitt se retiró de la Oficina de Investigación Naval en 1973, momento en el que era la mujer científica de más alto rango en la Armada de los Estados Unidos. Permaneció activa después de su jubilación, y en 1975, Pruitt se desempeñó como presidenta de la primera conferencia de la Coastal Society, y en 1977 se desempeñó como la segunda presidenta de la Coastal Society.
A principios de la década de 1960, Pruitt se dio cuenta de que los avances en la ciencia significaban que la fotografía aérea ya no era un término adecuado para describir los nuevos flujos de datos que se usaban para estudiar el planeta. Con la ayuda de su compañero en la Oficina de Investigación Naval, Walter Bailey, acuñó el término «detección remota», en un documento blanco inédito. Luego, Pruitt comenzó a trabajar en lo que se convertiría en el primer simposio sobre detección remota en el medio ambiente que se llevaría a cabo primero en la Universidad de Míchigan, y en estas reuniones el uso del término detección remota comenzó a usarse más ampliamente. Más tarde anunció la teledetección por su «fantástico potencial para observar el mundo».
Murió de neumonía el 19 de enero de 2000.

## Publicaciones seleccionadas
- Pruitt, Evelyn L.; Bowden, Leonard W. (1974editorial=American Society of photogrammetry). Manual of remote sensing. 2, Interpretation and applications (en inglés). Falls Church, VA. OCLC 948263827. Consultado el 6 de junio de 2023.
- Pruitt, Evelyn L. (1979). «The Office of Naval Research and Geography». Annals of the Association of American Geographers 69 (1): 103-108. ISSN 0004-5608. doi:10.1111/j.1467-8306.1979.tb01235.x.
- Russell, Richard Joel; Kniffen, Fred Bowerman; Pruitt, Evelyn Lord. Culture worlds. National Library. Consultado el 6 de junio de 2023.

## Honores y premios
Pruitt recibió un Premio al Servicio Civil Superior de la Armada de los Estados Unidos en 1973. En 1981, la Asociación Estadounidense de Geógrafos otorgó a Pruitt una mención por contribuciones meritorias al campo de la geografía, y la Sociedad de Mujeres Geógrafas le otorgó a Pruitt su premio por logros sobresalientes. Recibió un doctorado honorario de la Universidad Estatal de Luisiana en 1983, la primera mujer y la primera geógrafa en recibir este honor. En 1984, la Asociación Estadounidense de Geógrafos le otorgó su más alto honor, la Medalla de Honor James R. Anderson en Geografía Aplicada. También fue profesora Regents en la Universidad de California en Los Ángeles. En 2003, la Universidad Estatal de Luisiana estableció una serie de conferencias nombradas en su honor. La Sociedad de Mujeres Geógrafas ha establecido una beca en honor a Pruitt.